# (11836) Айлин
(11836) Айлин (лат. Eileen) — астероид, относящийся к группе астероидов пересекающих орбиту Марса, который был открыт 5 февраля 1986 года американскими астрономами Кэролин Шумейкер и Юджином Шумейкером в Паломарской обсерватории и назван в честь американского астронавта Айлин Коллинз.

Орбита астероида Айлин и его положение в Солнечной системе